# Xã Grant, Quận Mecosta, Michigan
Xã Grant (tiếng Anh: Grant Township) là một xã thuộc quận Mecosta, tiểu bang Michigan, Hoa Kỳ. Năm 2010, dân số của xã này là 686 người.